# Ruf der Wildnis (1997)
Ruf der Wildnis ist ein kanadischer Abenteuerfilm aus dem Jahr 1997. Regie führte Peter Svatek. Das Drehbuch beruht auf dem gleichnamigen Roman von Jack London.

## Handlung
Ende des 19. Jahrhunderts lebt der Hund Buck im Süden der USA. Eines Tages wird er von dem Gärtner seines Besitzers aufgrund von Spielschulden entführt und als Schlittenhund nach Alaska verschleppt. Im Verlauf der Geschichte erreicht ihn mehr und mehr der „Ruf der Wildnis“. Nach vielen Abenteuern mit ständig wechselnden Schlittenführern wird Buck von John Thornton gerettet. Die beiden werden ein unzertrennliches Paar. Nach dem Tod seines letzten Herrchens folgt der Hund, der nun ohne Bindung zu den Menschen ist, diesem Ruf endgültig und schließt sich einem Wolfsrudel an.

## Kritiken
Die Filmzeitschrift Cinema urteilte: „Gut gespielte, recht werkgetreue Klassikeradaption“. Das Lexikon des internationalen Films schrieb: „Obwohl der Film die Atmosphäre und Dramatik des unerbittlichen Existenzkampfes nur unzureichend wiedergeben kann, liefert er gediegene Fernsehunterhaltung mit sympathischen Darstellern, bewundernswerten Dressurleistungen und einer familiengerechten Grundstimmung.“